# آثار قصير العمارنة

## التاريخ
ترجع إلى عصر مقابر مير أي عصر الأسرة السادسة إلى عصر الأسرة الثانية عشر أي منذ عام 2420 ق.م إلى عام 1778 ق.م
تعدّ هاتان المقبرتان من أجمل وأبرز المقابر الأثرية، وهي صغيرة الحجم، إلا أن جميع جدرانها قد غطت تماما بمناظر طبيعيه للحياة اليومية والطقوس الدينية. ومن أجمل المناظر التي صورت بالمقبرة تمثل الأمير خوان مراخ وهو يمارس رياضته ويباشر حاملي القرابين والنفحات ومن حوله زوجته وابناؤه.